# Station Chrzanów Śródmieście
Station Chrzanów Śródmieście is een spoorwegstation in de Poolse plaats Chrzanów.